# Bürgle (Köndringen)
Das Bürgle, dessen historischer Name wohl Burg Köndringen war, ist eine abgegangene Spornburg bei 215 m ü. NN auf einer langgestreckten spornartigen Terrasse des „Bürgle“ 500 Meter östlich des Ortsteils Köndringen der Gemeinde Teningen im Landkreis Emmendingen in Baden-Württemberg.
Die vermutlich von den edelfreien Herren von Köndringen erbaute Burg wurde 1111 als Sitz der Herren von Köndringen und in der ersten Hälfte des 14. Jahrhunderts im Tennenbacher Güterbuch erwähnt. Sie wurde womöglich bereits im 13. Jahrhundert aufgegeben. Von der ehemaligen Burganlage ist der Halsgraben erhalten. Das Bürgle ist eine der frühesten Burgen des Breisgaus.